# Liste der Stolpersteine in Gau-Bickelheim
Die Liste der Stolpersteine in Gau-Bickelheim enthält die zwei Stolpersteine, welche von Gunter Demnig in Gau-Bickelheim am 4. Juni 2007 verlegt wurden. Sie sollen an die Opfer des Nationalsozialismus erinnern, die in Gau-Bickelheim ihren letzten bekannten Wohnsitz hatten, bevor sie deportiert, ermordet, vertrieben oder in den Suizid getrieben wurden.
Anklicken des Bildes vergrößert das Bild.

## Liste der Stolpersteine
| Adresse, Lage          | Verlegedatum | Name, Inschrift                                                                                        | Bild | Anmerkung |
| ---------------------- | ------------ | --- | ---- | --------- |
| Am Römer 10 (Standort) | 4. Juni 2007 | HIER WOHNTE ISAAK OPPENHEIMER JG. 1866 DEPORTIERT 1941 THERESIENSTADT ERMORDET 15.2.1943               |      |           |
| Am Römer 10 (Standort) | 4. Juni 2007 | HIER WOHNTE KLARA LAZARUS GEB. OPPENHEIMER JG. 1876 DEPORTIERT 1941 THERESIENSTADT ERMORDET 16.10.1942 |      |           |